# Horse Latitudes
Pistes de Strange Days
Unhappy Girl Moonlight Drive
Horse latitudes (« Latitudes cheval » ou « Latitudes des chevaux ») est un poème d'adolescence de Jim Morrison écrit lors de ses dernières années d'école secondaire. La chanson qui en a été tirée, qui consiste en fait en une lecture déclamatoire du poème avec des bruits de fond, des effets musicaux et stéréophoniques, apparaît sur le deuxième album des Doors, Strange Days, sorti en 1967.

## Narration et analyse

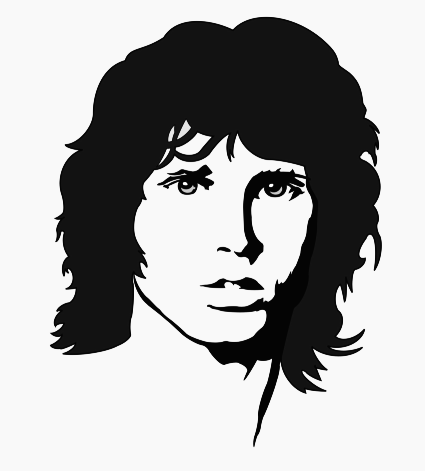
James Douglas Morrison, poète. C'est ainsi qu'il voulait signer ses recueils de poèmes.

Ce poème à l'ambiance inquiétante, comme une sorte de cauchemar, raconte l'histoire de chevaux jetés en mer afin d'alléger les navires des marins dans ces Horse latitudes (« Latitudes cheval / Latitudes des chevaux »), nom donné aux eaux entre 30° et 35° de latitude. Jim Morrison s'est inspiré d'une couverture de livre qu'il avait vu lorsqu'il était enfant, sur laquelle un cheval était jeté à la mer, et qui l'avait beaucoup marqué.
On sait la dimension affective et symbolique importante que le cheval revêt aux États-Unis, en lien avec l'épopée mythique de la Conquête de l'Ouest, ainsi qu'avec le mode de vie des populations autochtones amérindiennes, qui y nourrissent amplement l'imaginaire enfantin.
On pourra noter aussi que « horse » (cheval) signifie en argot « héroïne », comme dans le titre du film La Horse de Pierre Granier-Deferre en 1969, et que peut-être cette connotation du mot dans le titre, accordée avec l'atmosphère cauchemardesque et hallucinée du morceau, n'est pas absente du poème de Morrison, de même qu'elle sera un sous-entendu provocant de l'intitulé du premier album de Patti Smith : Horses, dont la poésie sulfureuse et inspirée est souvent considérée comme l'héritière de celle de Jim Morrison. Ainsi le critique William Ruhlmann dit d'elle :

« [Patti] Smith est un rêve pour un critique rock, une poétesse aussi imprégnée du Garage rock des années 1960 qu’elle l’est du symbolisme français ; "Land" fait suite à "The End" des Doors, la désignant comme la successeure de Jim Morrison, tandis que les refrains empruntés à "Gloria" et à "Land of a Thousand Dances" sont plus en phase avec l’époque du sample [échantillonnage] qu’avec les années 1970. Le producteur John Cale respectait le primitivisme de Smith plus scrupuleusement que les producteurs ultérieurs ne l’ont fait, et les structures libres et improvisées du chant se sont mariées avec ses vers libres pour créer quelque chose comme une nouvelle forme d’art [dans un rapport renouvelé et une nouvelle tension] entre la parole [en voix parlée] et la musique [le chant] : "Horses" était un hybride, le son d’une poète post-Beat [Generation], comme elle l’a dit, “en dansant tout simplement autour de la chanson purement rock & roll”. ».

— William Ruhlmann, AllMusic Review

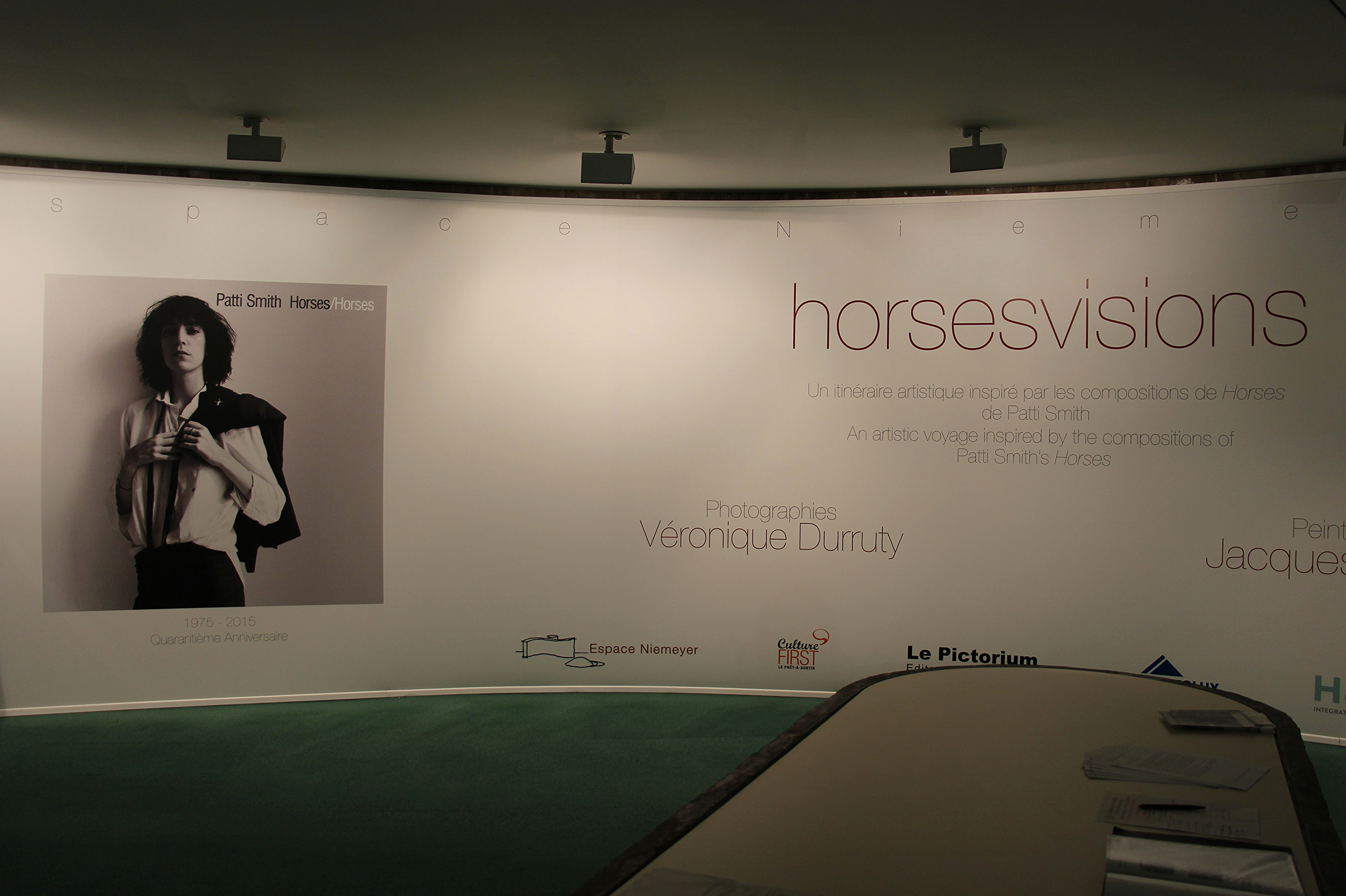
Horsesvisions, exposition en hommage à l'album de Patti Smith Horses pour son quarantième anniversaire - Espace Niemeyer, Paris 2015.

Si l'on suit cette analyse, on comprend bien en outre la filiation poétique et stylistique évidente entre Patti Smith et la manière inaugurée par les enregistrements de Jim Morrison avec les Doors, avec cette sorte de harangue comme un « sprechgesang » (parlé-chanté) rock, mais serti dans une musique d’un côté plus punk rock (en avance) et rhythm and blues chez le Patti Smith Group, et bien sûr chez les Doors dans un rock plus psychédélique à la confluence d’influences jazz (John Densmore), blues, flamenco (Robby Krieger, par exemple dans "Spanish Caravan") et classique (Ray Manzarek, par exemple dans sa version de l’Adagio d’Albinoni). [Sur ce thème des influences musicales des Doors, consulter les sections « Formation (1965) » et «The Doors : l'album culte (1966–1967) » de l’article consacré au groupe].

## Fond sonore et musical, bruitage
Comme on peut le constater à l’audition, le morceau commence dans le mugissement d’un grand vent du large, qui renvoie à la navigation à voile évoquée par ces « latitudes de cheval ». La voix de Jim commence relativement calme, comme surgissant au cœur du vent, donc un peu lointaine, et avec réverbération. Elle est scandée au début du fort claquement d’un fouet, comme dans un cirque (la thématique des baladins et du cirque est récurrente chez Morrison, comme l’indique d’ailleurs la couverture de l’album Strange Days).
Puis la tension monte peu à peu jusqu’à un paroxysme où la voix se résout en cri, pour finir par s’évanouir dans le lointain en un dernier mot hurlé désespérément. Elle est ponctuée de battements et de notes en rafales (surtout au clavier) désordonnées, erratiques, comme éparpillées par le vent, sans mesure et sans tonalité repérable, avec des effets stéréophoniques marqués qui accroissent son relief et son amplitude, et "spatialisent" le son, lequel balance de droite à gauche (et réciproquement), comme cherchant une issue impossible à trouver, et comme les gestes découplés et hystériques des chevaux plongeant dans la mort.
La voix se détache sur la rumeur d’une foule d’abord lointaine, puis se marie peu à peu avec elle à mesure que la foule se fait de plus en plus présente, avec des cris qui s’individualisent, là encore plus désespérés que terrifiés, comme ceux que l’on imagine dans des enfers dantesques, ou sourdant d’un tableau de Jérôme Bosch, dont Morrison avait exploré l’œuvre durant ses études supérieures (consulter la section « Un étudiant atypique » de l’article consacré à Jim Morrison).

## Paroles originales et traduction
Ci-après, voici le poème original de Jim Morrison (support du morceau) dont le caractère obscur, surréaliste, hallucinatoire et tragique, fait que sa traduction en français représente une gageure. Certains s'y sont néanmoins essayés, et on en proposera quand même une tentative de traduction, en la comparant avec celles des sites spécialisés dans les paroles de chansons :
| « HORSE LATITUDES[8],[9] ① When the still sea conspires in armor And her sullen and aborted Currents breed tiny monsters True sailing is dead ⑤ Awkward instant And the first animal is jettisoned Legs furiously pumping Their stiff green gallop And heads bob up ⑩ Poised Delicate Pause Consent In mute nostril agony ⑮ Carefully refined And sealed over » |  |  |  |  |  |  | « LATITUDES DES CHEVAUX Quand la mer tranquille conspire en armure Et que, maussades et avortés, Ses courants engendrent de minuscules monstres La véritable navigation [à voile] est morte[10] C'est un moment difficile Et le premier animal est jeté à la mer Les pattes battant furieusement En un galop convulsif[11] et pathétique[12] Et les têtes se redressent brusquement[13] Convaincues[14] Délicates Pause Consentement Dans l’agonie muette des naseaux Soigneusement raffinés Et scellés » |
Les sites qui proposent des paroles de chansons, comme "Paroles 2 chansons" de Cypok Média, qui est partenaire du groupe du journal Le Monde, présentent une version légèrement différente du texte original tel qu'il est retranscrit ci-dessus (et comme il l'est dans le livret accompagnant la réédition en CD de l'album). Ainsi, au vers no 1, la préposition in armor (« dans / en armure ») est remplacée par l'article an armor (« une armure »), et au vers no 10 l'adjectif poised (« prêtes, sûres d'elles ») est remplacé par le nom poise (« calme, grâce, élégance »). Or à l'écoute du morceau, il est difficile de trancher pour savoir quelle est la vraie version originale écrite et déclamée par Morrison ; dans le doute on a préféré retenir la version du livret. Ceci en tout cas explique une partie des différences d'interprétation avec la traduction alternative suivante qu'ils en proposent, qui diffère sur d'autres points avec celle indiquée ci-dessus, mais dont le sens est globalement le même :

« Lorsque la mer d'huile prépare une armure,

Et que, mornes et avortés

Les courants donnent vie à de petits monstres

La navigation est morte

La gêne s’installe

Et le premier animal est rendu à la mer

Les pattes s’agitant furieusement

Dans un galop vert désespéré

Les têtes remontent à la surface

Élégantes

Délicates

Pause

Accord

Dans l’agonie muette des naseaux

Soigneusement raffinés

Et scellés »